# یوشیکی اوکا
یوشیکی اوکا (انگلیسی: Yoshiki Oka؛ زادهٔ ۲۶ آوریل ۱۹۹۴) بازیکن فوتبال اهل ژاپن است.